# Due (Drupi)
Due è il terzo album in studio di Drupi pubblicato nel 1975; il titolo è dato dall'omonimo brano vincitore al Festivalbar.

## Tracce
Lato A
1. Due – 3:36 (Enrico Riccardi-Luigi Albertelli)
2. Sabato sera – 3:49 (E. Riccardi-L. Albertelli)
3. Sotto la tenda – 3:51 (E. Riccardi-L. Albertelli)
4. Bagno a mezzanotte – 2:49 (E. Riccardi-L. Albertelli)
5. Oltre il Po' – 3:31 (E. Riccardi-L. Albertelli)

Lato B
1. Vivere un po' – 3:37 (E. Riccardi-L. Albertelli)
2. Riflessioni twist – 4:38 (E. Riccardi-L. Albertelli)
3. Sei vera – 3:18 (Drupi-E. Riccardi)
4. Ve-ki – 2:58 (E. Riccardi-L. Albertelli)
5. Quando mai – 3:07 (Drupi-E. Riccardi)

Coro diretto da Drupi
Produzione e orchestra dirette da Enrico Riccardi